# Tasogare Otome X Amnesia
Tasogare Otome X Amnesia (黄昏乙女×アムネジア, Tasogare Otome × Amunejia) é uma série de mangás japonesa escrita e ilustrada por "Maybe". Foi publicado pela Square Enix e Gangan Comics. Uma adaptação em anime por Silver Link foi ao ar entre abril e junho de 2012.

## Sinopse
Na Escola Saikyo, há um rumor de uma garota fantasma (Yurei) que assombra a escola, "Yuuko-san" que na sua adolescência, foi abandonada para morrer no edifício do antigo prédio. Niiya Teiichi visita o edifício e conhece a bela e misteriosa garota, chamada Yuuko Kanoe e descobre que ela é o fantasma das histórias, que morreu 60 anos atrás. Ela não tem memória alguma do passado que viveu então Teiichi e o Clube de Investigações Paranormais, fundado por Okonogi, Teiichi, Yuuko e Kirie começam a investigar o mistério.

## Personagens
Teiichi Niiya (新谷 貞一, Niiya Teiichi)
Seiyū: Tsubasa Yonaga
Teiichi conhece Yuuko quando nota sua existência após quebrar o espelho do Clube de Investigações Paranormais. Ele se junta ao clube com o objetivo de descobrir o passado do Yuuko. Eventualmente, os dois acabam se apaixonando.
Yuuko Kanoe (庚 夕子, Kanoe Yūko)
Seiyū: Yumi Hara
Conhecida como "Yuuko-san" pelas histórias de fantasmas da escola, ela é o fantasma (Yūrei) da Escola Seikyou e o presidente do clube de investigações paranormais. Ela é alegre e gosta de brincar com as pessoas, mas fica com ciúmes e raiva quando uma garota tenta se aproximar de Teiichi a ponto de quase causar danos. Ela provoca Teiichi muitas vezes o tempo todo pois está apaixonada por ele.
Momoe Okonogi (小此木 ももえ, Okonogi Momoe)
Seiyū: Misato Fukuen
Membro do Clube de Investigações Paranormais, procura histórias de fantasmas pela escola para como membro do clube. Ela é grata a Teiichi por estar sempre ajudando-a com as investigações paranormais. Ela é o único membro do clube que não pode ver Yuuko apesar de saber de suas existências, porém, sabe que os outros dois podem ver Yuuko. Já viu Yuuko antes, mas só a parte obscura, já que Yuuko pode ser vista por qualquer pessoa ciente dela, mas o que veêm muda com a percepção. Ela tem uma queda por Teiichi.
Kirie Kanoe (庚 霧江, Kanoe Kirie)
Seiyū: Eri Kitamura
Membro do clube de Investigações Paranormais e sobrinha neta de Yuuko. É a única personagem além de Teiichi e sua própria avó que pode ver Yuuko. Ela originalmente acreditava que Yuuko era um espírito maligno até descobrir a verdade: que estava vendo sua versão obscura. Kirie se parece com Yuuko, embora com cabelos curtos e um busto menor, pois sua avó é a irmã mais nova de Yuuko. Ela tem alguns sentimentos por Teiichi, no entanto não os confessa pois sabe do relacionamento dele com Yuuko, mas tenta de várias maneiras sugerir que, se necessário, ela poderia substituir Yuuko. Também se assusta facilmente.

## Mídia

### Mangá
O mangá começou a ser publicado no Monthly Gangan Joker em 22 de abril de 2009 e terminou em 22 de junho de 2013. Dez volumes completos foram lançados entre 22 de agosto de 2009 e 22 de novembro de 2013. Além disso, os volumes extras "Guia Oficial" (8.5) e "Anthology" foram publicados em 22 de novembro de 2012.
| N.º         | Data de lançamento japonês | ISBN japonês      |
| ----------- | -------------------------- | ----------------- |
| 1           | 22 de agosto de 2009       | 978-4-7575-2655-6 |
| 2           | 22 de janeiro de 2010      | 978-4-7575-2779-9 |
| 3           | 22 de julho de 2010        | 978-4-7575-2939-7 |
| 4           | 22 de janeiro de 2011      | 978-4-7575-3128-4 |
| 5           | 22 de julho de 2011        | 978-4-7575-3293-9 |
| 6           | 22 de março de 2012        | 978-4-7575-3530-5 |
| 7           | 21 de abril de 2012        | 978-4-7575-3569-5 |
| 8           | 22 de novembro de 2012     | 978-4-7575-3792-7 |
| 8.5         | 22 de novembro de 2012     | 978-4-7575-3721-7 |
| "Anthology" | 22 de novembro de 2012     | 978-4-7575-3793-4 |
| 9           | 22 de junho de 2013        | 978-4-7575-3989-1 |
| 10          | 22 de novembro de 2013     | 978-4-7575-4091-0 |

### Anime
Uma adaptação para anime por Silver Link foi anunciada na edição de janeiro da Monthly Gangan Joker e foi ao ar no Japão entre abril e junho de 2012 com 12 episódios e um 13º episódio incluído no 6º DVD e disco Blu-ray. Também foi transmitido pela Crunchyroll. A música de abertura é "Choir Jail" por Konomi Suzuki e o de encerramento é "Karandorie" (カランドリエ)  por Aki Okui com uma versão especial cantada por Yumi Hara no episódio 11.

## Recepção
Rebecca Silverman, do Anime News Network, fez uma crítica da primeira metade da série em 2012. Apesar de achar Momoe Okonogi um incômodo por arruinar alguns dos momentos dramáticos da série, ela elogiou os diferentes estilos de arte usados ao longo dos episódios e os vários elementos sobrenaturais que carregam a atmosfera.
Theron Martin, também do Anime News Network, fez uma crítica à série completa de anime em 2013. Enquanto encontrava problemas com a trama que se encerra muito rapidamente e alguns pequenos comentários artísticos, Martin elogiou a série por fundir diferentes elementos de gênero sem problemas, por sua trilha sonora e por lidar com o elenco principal.
Allen Moody, da THEM Anime Reviews, contou que estava farto no começo da série por conta de seus elementos de harém e "fan service", mas passou a apreciar a estética de terror sobrenatural usada ao longo das cenas, o elenco feminino, a exibição de obras de arte tradicionais japonesas e desenvolvimento dos personagens, concluindo que: "No geral, essa não é uma grande série, mas é interessante, e as mulheres são ocasionalmente obrigadas a renunciar à sua dignidade, algo qual sou muito grato".